# 日職聯U22選拔隊
日職聯U22選拔隊（日语：Jリーグ・アンダー22選抜），是一支由日職聯甲組及日乙球會的22歲以下球員組成的一支球隊，在2014年成立，是他們隨著同年的日丙聯賽成立而出的一支球會，於日丙聯賽作賽。
球隊最初的名字為日本足總（JFA）/日職聯U22選拔隊，在他們的首個球季表現稍差，12支球隊中排名第10。值得留意的是，球隊沒有固定主場，只踢作客比賽。他們的第一球衣為紅色，第二球衣為白色。
2015年，賽季完結後解散。

## 成立目的
西班牙、葡萄牙與德國採取開放俱樂部二線隊參與次級聯賽的策略，其中德國允許球隊參加至第三級別聯賽，其餘兩國則開放至第二級別。英格蘭則另闢蹊徑設立英超預備組聯賽，專為替補球員及U-21青年軍打造實戰平台，強化年輕選手競技經驗。日本雖倚重大學足球體系培育人才，但存在明顯缺口。2009年J衛星聯賽（Jサテライトリーグ）停擺即為例證，其成因包含賽季末密集舉辦導致形式化、青年球員優先參與高中生賽事（如高円宮盃U-18聯賽與各類青年錦標賽），以及俱樂部因財務壓力縮編梯隊規模等結構性問題。
為突破困境，日本足協與日本職業足球聯賽於2013年導入「育成型租借制度」，允許頂級聯賽年輕球員在非轉會期下放至低級別聯賽。同時推動J1/J2俱樂部二線隊加入J3聯賽，仿效歐洲模式強化實戰銜接。2013年7月，日本足協技術委員長原博實提出「J1/J2 U-22選拔隊」參賽構想，強調填補高中畢業後球員實戰缺口為核心目標，並指出多數俱樂部支持此方案。此提案於強化會議取得原則共識後，同年11月正式決議以《JFA/J聯 U-22選拔隊》名義，於2014年J3聯賽設立「特別參賽席位」。

## 球隊組成

### 年齡限制
日本足協與日職聯於2014年1月29日正式公布「日本足總（JFA）/日職聯U22選拔隊」組建細則，依據同年1月26日生效的《J3聯賽特別參賽席位特例章程PDF》（以下簡稱《特例章程》）執行運作。該隊成員限定為1992年1月1日後出生、與J1/J2俱樂部簽訂職業合約並完成JFA註冊的球員。此年齡設定旨在優先培育具備參加2016年里約奧運潛力的新生代選手。
球員徵召採取動態管理機制：日常訓練由所屬俱樂部負責，每逢賽事前兩日（週五）進行集訓召集，週六展開賽前訓練，週日比賽結束後立即解散。此模式既維持母隊常規訓練體系，亦確保選拔隊實戰磨合（《特例章程》第10條）。

### 登錄規則與懲處機制
球員登錄分為兩階段：「第一窗口期」（2014年為1月3日至3月28日）完成初始名單註冊後，可於「第二窗口期」（7月18日至8月15日）調整成員。值得注意的是，選拔隊登錄不影響球員原屬俱樂部的註冊狀態，且選拔賽出場時間不計入職業A級合約晉升資格（《特例章程》第11條）。
紀律處分方面，若球員於選拔隊賽事中遭禁賽等懲戒，僅適用於該隊賽事，不追溯至所屬母隊。此設計避免連帶影響俱樂部戰力，降低參賽阻力。

### 賽務與財務安排
選拔隊不設主場，全數賽事均以客隊身份於對手主場進行（《特例章程》第6條）。雖戰績列入J3官方紀錄，但不發放賽季獎金，且排除J2升級資格——若J3球隊競逐升級，選拔隊排名將被剔除，其餘隊伍順位遞補。
財務責任由日本足協全權承擔，包括J3參賽費用。惟實務運作中，所屬俱樂部需按「單場參賽費」標準，支付每名出賽球員35,000日圓（未稅）予JFA（《特例章程》第10條）。
首任監督由前川崎前鋒主帥、U-17日本代表隊教練高畠勉出任，強化青訓專業銜接，建構從U-17至成年隊的縱向整合體系。

## 選拔隊終止
U22選拔隊選拔隊於2014至2015年兩季運作期間，雖為2016年里約奧運儲備戰力提供實戰機會，但其「賽前臨時召集、賽後立即解散」的特殊運作模式衍生多重問題。據俱樂部相關人士反饋，賽前48小時方能確定出賽名單的機制嚴重影響戰術磨合，且球員因缺乏歸屬感導致參賽動機低落，甚至出現公開表態拒絶徵召的案例。此類結構性缺陷，使得該制度被評為「短期應急措施」，難以達成系統化育成目標。
2015年11月17日J聯理事會決議實施根本性改革：
1. U-23二線隊常態參賽：2016賽季起開放J1/J2俱樂部組建U-23隊伍常駐J3聯賽（上限4隊），建立全年穩定出賽機制[15]。
2. 衛星聯賽重啟：將試行性質的「育成比賽日」升級為正式「J衛星聯賽」，專注替補陣容實戰養成此雙軌制取代J-22選拔隊模式，並於同月19日經日本足協理事會正式決議終止U22選拔隊運作[14]。

## 教练团队
依據《特例章程》第4條規定，JFA全面主導選拔隊教練與後勤團隊派遣，其中執行委員職務由JFA技術委員長原博實兼任。
| 職位         | 姓名     | 兼職                                 |
| ------------ | -------- | ------------------------------------ |
| 監督         | 高畠勉   | 日本U-21队教練                       |
| 教練         | 內山篤   | 日本U-19队教練                       |
| 守門員教練   | 濱野征哉 | 日本U-19队守門員教練                 |
| 守門員教練   | 川俣則幸 | JFA青年部副主任                      |
| 體能教練     | 早川直樹 |                                      |
| 技術協調總監 | 霜田正浩 | JFA技術委員會                        |
| 技術支援專員 | 寺門大輔 | 日本體育振興中心多功能支援事業負責人 |
| 執行委員     | 原博實   | JFA常務理事                          |

## 比賽成績
| 年度 | 所屬 | 排名 | 積分 | 比賽 | 勝 | 平 | 敗 | 進球 | 失球 | 淨勝 | 教練   |
| 2014 | J3   | 10位 | 33   | 33   | 9  | 6  | 18 | 37   | 63   | -26  | 高畠勉 |
| 2015 | J3   | 12位 | 28   | 36   | 7  | 7  | 22 | 28   | 71   | -43  | 高畠勉 |

## 外部連結
- 日職聯U22選拔隊的Facebook專頁 （日語）